# Етоев, Александр Васильевич
Александр Васильевич Етоев (род. 9 января 1953, Ленинград) — российский писатель
, литературный критик, редактор.

## Биография
Окончил Ленинградский механический институт как инженер-механик. Два года работал в проектном институте, затем в течение двенадцати лет трудился в хозяйственной части Эрмитажа.
В 1991—2000 гг. был редактором издательства «Terra Fantastica». В этом качестве принимал участие в выпуске первого в России полного собрания сочинений Роберта Хайнлайна.
С июля 2000 по февраль 2001 работал на «ОЗОНЕ» в должности выпускающего редактора. Непродолжительное время работал в издательстве «Нева-Олма-пресс». С 2001 года Етоев —  ответственный редактор в петербургском издательстве «Домино».
Автор более десяти книг (в том числе для детей), сборников рассказов, стихотворений и т. п. Регулярно публикуется в журналах, известен как плодовитый литературный критик, автор многочисленных рецензий и книжных обзоров. С 1999 года член Союза писателей Санкт-Петербурга.
В 2022 году поддержал вторжение России на Украину.
Дважды женат. Трое детей — Георгий, Михаил, Ульяна.

## Тексты

### Художественная литература
- Эксперт по вдохам и выдохам. — СПб.: Геликон Плюс, 1998.
- Бегство в Египет. Повести. — СПб.: Амфора, 2001.
- Кому лебедь, кому выпь. — СПб.: Геликон Плюс, 2003.
- Человек из паутины. — М.: Иностранка, 2004.
- Планета лысого брюнета. Повесть. — СПб.: Амфора, 2004.
- Полосатая зебра в клеточку. — СПб.: Амфора, 2005.
- Правило левой ноги. Фантастическая повесть. — СПб.: Детгиз-Лицей, 2007.
- Уля Ляпина против Ляли Хлюпиной. — СПб.: Амфора, 2008.

### Поэзия
- Простодушные стихи — СПб.: Красный матрос, 2007.

### Прочее
- Душегубство и живодёрство в детской литературе. — СПб.: «Красный Матрос», 2001.
- Книгоедство. Выбранные места из книжной истории всех времён, планет и народов. — Новосибирск: Сибирское университетское издательство, 2007.
- Экстремальное книгоедство. Книга-мишень. — М.: Эксмо, 2009.

## Премии и номинации

### Премии
- Мраморный фавн, 1998, повесть «Бегство в Египет»
- Интерпресскон, 1999, дебютная книга: «Бегство в Египет»
- Интерпресскон, 1999, дебютная книга: «Эксперт по вдохам и выдохам»
- Странник, 1999, Золотой Остап: «Бегство в Египет»
- Литературная премия имени Н. В. Гоголя, 2005, «Вий»: «Человек из паутины»
- РосКон, 2006, Приз «Алиса»: «Уля Ляпина, супердевочка с нашего двора» (кн. 1-2)
- Беляевская премия, 2010, специальная премия жюри: «Экстремальное книгоедство. Книга-мишень»
- Интерпресскон, 2012, критика/публицистика: «Книга о Прашкевиче, или От Изысканного жирафа до Белого мамонта»
- Интерпресскон, 2019, крупная форма (роман): «Я буду всегда с тобой» (2018)
- АБС-премия, 2019, художественная проза: «Я буду всегда с тобой»
- Национальный бестселлер (шорт-лист 2022 года, «Я буду всегда с тобой»[3]).